# جوانا متزوجورنو
جوانا متزوجورنو (به ایتالیایی: Giovanna Mezzogiorno) هنرپیشه سینما و تئاتر و فرزند ویتوریو متزوجیورنو و سیسیلیا سچی دو هنرپیشه ایتالیایی است. او در ۹ نوامبر ۱۹۷۴ میلادی در رم ایتالیا زاده شد. او بازیگری را تحت نظر والدینش آموخت گرچه قبل از آن تصمیم داشت بالرین شود و به مدت ۱۳ سال به فراگیری رقص پرداخت. اولین نقش‌اش در تئاتر را در سال ۱۹۹۵ و در نمایشنامه‌ای از پیتر بروک ایفا کرد و ۲ سال بعد در اولین فیلم سینمایی‌اش بازی کرد. جیووانا متزوجیورنو یکی از داوران جشنواره فیلم کن ۲۰۱۰ بود.
از فیلم‌هایی که وی در آن‌ها نقش داشته‌است، می‌توان به اتوبوس شب، تحت درمان، یک مرد محترم و با من بمان اشاره نمود.